# Paulo Morsa
Paulo Roberto Martins, também conhecido como Paulo Morsa ou Morsa, (Santos, 18 de janeiro de 1945 — Atibaia, 19 de junho de 2023) foi um comentarista esportivo brasileiro.
Seu apelido (Morsa) foi dado por Milton Neves, por sua semelhança com o animal aquático.
Era torcedor do Santos Futebol Clube.

## Carreira
Quando criança em Santos, estudou no primário na mesma classe que Turcão e Joel Camargo, ex-zagueiros do Santos, e de Maravilha, ex-jogador da Portuguesa Santista.
O comentarista começou a trabalhar com esporte em 1972, analisando partidas de futebol para uma rádio em Santos, onde nasceu.
Em 1984, foi para a Rádio Gazeta, já em São Paulo, sempre comentando lances esportivos.
Em 1989, começou a trabalhar para a Rádio Globo ficando por lá até 2005, quando assumiu a chefia do departamento de esportes da Rádio Record AM.
Na TV, iniciou seu trabalho na TV Cultura em 2000. Posteriormente, entre 2002 e 2007, participou dos programas Debate Bola e Terceiro Tempo, na Rede Record, além de comentar em alguns jogos. Nestes programas, Milton Neves o apelidava de "Morsa" e "Leôncio", em referencia ao personagem Leôncio de Pica-Pau, atração que sucedia o Debate Bola no inicio das tardes.
Atuou como comentarista esportivo da Rádio Transamérica com a equipe esportiva de Eder Luiz.
Em outubro de 2014, Paulo é contratado pela Rede Bandeirantes para participar dos telejornais esportivos da casa, por indicação de Renata Fan, para o lugar de Osmar de Oliveira, que havia morrido em julho.
Em 1º de dezembro de 2015 venceu o Troféu Ford ACEESP como melhor comentarista esportivo de TV aberta, em cerimônia realizada no Esporte Clube Sírio, em São Paulo.
Em fevereiro de 2021, deixou a emissora após 6 anos. Em 15 de março de 2022, ele foi demitido da Transamérica após tecer ofensas ao técnico do Palmeiras Abel Ferreira na segunda edição do debate esportivo Papo de Craque.
Morreu na noite de 19 de junho de 2023 em Atibaia, aos 78 anos, após passar por uma angioplastia em decorrência de um infarto. Segundo a família, o jornalista havia passado mal no domingo e levado ao hospital. Seu corpo foi velado e sepultado no Cemitério Parque das Flores em Atibaia/SP  

## Prêmios
| Ano  | Prêmio                                                                     | Categoria             | Resultado | Ref.   |
| ---- | -------------------------------------------------------------------------- | --------------------- | --------- | ------ |
| 2002 | Troféu ACEESP (Associação dos Cronistas Esportivos do Estado de São Paulo) | Comentarista de Rádio | Venceu    | [ 14 ] |
| 2015 | Troféu ACEESP (Associação dos Cronistas Esportivos do Estado de São Paulo) | Comentarista de TV    | Venceu    | [ 15 ] |
| 2016 | Troféu ACEESP (Associação dos Cronistas Esportivos do Estado de São Paulo) | Comentarista de TV    | Indicado  | [ 16 ] |